# Teheran
Teheran (eller Tehran; persisk: تهران) er hovedstaden i Iran og hovedby for provinsen af samme navn. Teherans byområde har 8.693.706(2016) indbyggere og metropolområdet har 13.805.000 (2016)  indbyggere.
Der er flere etniske aserbajdsjanere i Teheran end nogen anden by i verden, og den kurdiske befolkning i Teheran er mere end 2 mio.

## Etymologi
Der knytter sig forskellige teorier til oprindelsen af navnet Tehrān.
Teherans officielle hjemmeside skriver, at "Teheran" kommer af det persiske ord "Tah", hvilket betyder ende eller bund, og "Ran", der betyder bjergskråning. Teherans geografiske placering taget i betragtning, ved bunden af Alborzs-bjergenes skråning, virker denne forklaring som den mest sandsynlige for oprindelsen af byens navn (دامنه ی بین دو کوه).
En anden teori bygger på at ordet "Teheran" stammer fra Tiran/Tirgan, "Boligen til Tir" (Tir er den gud i zarathustrianismen, som svarer til den romerske Merkur). Den ældgamle parthiske by Tiran var nabo til byen Mehran ("Boligen til Mehr/Mithra", zarathustrianismens solgud). De var begge blot landsbyer i forstæderne til den store by Ray/Rhages. Mehran eksisterer stadig og udgør et beboelsesdistrikt i Teheran. Det samme gælder Ray, som udgør en sydlig forstad til Teheran.
Den tredje teori er, at Teheran betyder "et varmt sted", modsat "et koldt sted" (eksempelvis Shemiran - et køligere distrikt i det nordlige Teheran. Nogle tekster omkring dette emne hævder, at Teheran på persisk betyder "varm bjergskråning" (دامنه گرم).

## Historie
Udgravninger identificerer eksistensen af bopladser i Teheran helt tilbage til 6000 f.v.t. Teheran var en velkendt landsby i det 9. århundrede, men var mindre kendt end byen Rhages, som blomstrede i nærheden i den præ-mongolske periode. I det 13. århundrede flygtede mange af indbyggerne til Teheran som følge af mongolernes ødelæggelse af Ray. I nogle kilder fra den mongolske periode, er byen nævnt som "Rhages' Teheran". Byen er senere nævnt i Hamdollah Mostowfis Nuz'hat al-Qulub (skrevet i 1340) som en kendt landsby.
Don Ruy Gonzáles de Clavijo, en castiliansk ambassadør, var sandsynligvis den første europæer der besøgte Teheran i juli 1404 på sin ekspedition til Samarkand (nu i Usbekistan) og den mongolske hovedstad.
Teheran blev de safavidiske regenters residensby i det 17. århundrede. Tahmasp I byggede en basar, mure og fire vagttårne rundt om byen. Teheran havde omkring 3000 huse tidligt i det 17. århundrede. I 1702 blev Teheran invaderet af afghanere. Byen overvandt den afghanske fortrop, men blev nedkæmpet af hovedstyrken, og led voldsomt under den afghanske okkupation fra 1723 til 1729. Nader Shah befriede Teheran i 1729.
Tidligt i det 18. århundrede gav Karim Khan Zand ordre til at et palads, et harem og et regeringskontor blev opført i Teheran, formodentlig for at udråbe Teheran som hans hovedstad, men senere flyttede han sin ledelse til Shiraz. Teheran blev endelig hovedstad i Persien i 1795, da Qajar-kongen Agha Mohammad Khan blev kronet i byen.
I det tyvende århundrede stod Teheran over for en stor migration af folk fra hele Iran, inklusive de etniske og religiøse minoriteter, såsom aserbajdsjanere, armeniere, assyrere, kurdere, mazandariner, jøder, bahai og zarathuster.
Under 2. verdenskrig, gik britiske og sovjetiske tropper ind i byen. Teheran afholdt Teheran-konferencen i 1943, hvor den amerikanske præsident Franklin D. Roosevelt, den britiske premierminister Winston Churchill, og den sovjetiske diktator Josef Stalin deltog.

### Efter anden verdenskrig
Efter krigen led byens ældre bevaringsværdige bygninger under Mohammad Reza Pahlavis styre. Shahen troede på at ældgamle bygninger, som større dele af Golestan Paladset, Takieh-ye Dowlat, Toopkhooneh paladset (billede til højre) og andre ikke skulle være en del af en moderne by. De blev systematisk ødelagt og blev erstattet af bygninger der var moderne i 1950-60'erne. Beslutningen om at gennemføre dette bliver for tiden hovedsageligt set som en tåbelig fejltagelse, som har skadet den visuelle struktur af byen.
Den 8. september, 1978, førte demonstrationer mod Shahen til optøjer. Efter forlydende åbnede militæret ild mod den demonstrerende flok. Militær undtagelsestilstand var indført i kølvandet på den følgende revolution, fra 1978–79.
I løbet af 1980–88 Iran-Irak-krigen, var Teheran under gentagne Scud-missilangreb og bombardementer mod tilfældige beboelses- og industriområder indenfor byen, resulterende i tusindvis af civile tilskadekomne. Materiel skade blev hurtigt repareret efter hvert angreb.
I 2009 var det demonstrationer i forbindelse med præsidentvalget i Iran. Dødsfald resulterede.
Den 19. januar 2017 blev mere end 30 brandfolk dræbt da Plasco-bygningen kollapsede.

## Geografi, økonomi, industri og infrastruktur
Teheran er en spredt by ved foden af Alborz-bjergene.
Omkring 30 % af Irans offentlige sektors arbejdsstyrke og 45 % af landets store industrielle firmaer ligger i Teheran, og næsten halvdelen arbejder for staten. De fleste af de tilbageblevne arbejdere er fabriksarbejdere, detailhandlere og transportarbejdere. Få udenlandske firmaer arbejder i Teheran på grund af den islamiske regering og dens ringe relationer med vesten. Men før den islamiske revolution var mange vestlige firmaer aktive i regionen. I dag er der mange moderne industrier i byen, som omfatter bilproduktion, elektronik, våben, tekstiler, sukker, cement og kemiske produkter. Byen er også et førende center for salg af tæpper og møbler. Der er et olieraffinaderi i nærheden. Byen har to lufthavne, Mehrabad internationale lufthavn og Imam Khomeini internationale lufthavn. Teheran er stærkt afhængig af privatbiler, busser, motorcykler og taxa og er en af verdens mest bilafhængige byer.
Over halvdelen af landets industri er placeret her. Således produceres der både elektronik, tekstiler, cement og biler. Der dyrkes desuden en del sukker i området. Byen er også et førende center inden for salg af tæpper og møbler.
Byen er center for landets jernbanenetværk.

## Miljø
Teheran er plaget af forurening og har store trafikale problemer. Åndedrætslidelser, som for eksempel astma, er almindelig udbredt. Teheran er blevet overfyldt i det sidste årti i en sådan grad, at regeringen har overvejet at flytte nationens hovedstad til en anden by, for at lette disse problemer, samt for at hjælpe til decentraliseringen af økonomien og befolkningen. Men fordi Irans økonomi og politik er så centraliseret, har millioner ikke andet valg end at bo og arbejde i Teheran.

## Kultur

### Bygninger
Frihedstårnet Azadi er den første seværdighed besøgende får øje på, når de ankommer fra Mehrabad internationale Lufthavn. Frihedstårnet er blevet et ikon for Teheran og et nationalt symbol for Iran.
Den enorme Teheran International Messe organiserer mange udstillinger. Dens bogudstillinger er især populære. Teheran er også sæde for Irans parlament (Majles). Derudover har Teheran verdens fjerdehøjeste fritstående bygning, Milad Tårnet.
Byen har moskeer, kirker, synagoger, zarathustriske ildtempler, kunstcentre, paladser og kulturelle centre.

#### Milad-komplekset
Teherans Internationale handels- og kongrescenter, også kaldet Milad-komplekset. Efter planen skal det være færdigt i slutningen af 2007. Komplekset indeholder verdens fjerdehøjeste tårn med flere restauranter, et femstjernet hotel, et kongrescenter, et handelscenter og en it-park.

### Museer
Nogle af de vigtige museer er Irans Nationalmuseum, Sa'dabad Palads Komplekset, Irans Glas- og Keramikmuseum, Irans tæppemuseum og Niavaran Palads Komplekset. Teherans Museum for Moderne Kunst byder på værker af kunstnere som Van Gogh, Pablo Picasso og Andy Warhol. Selv to malerier af Adolf Hitler bliver udstillet. Samlingen af malerierne blev udvalgt af den tidligere kejserinde Farrah Diba.

## Administrativ inddeling
Tekst mangler, hjælp os med at skrive teksten

## Notable bysbørn
- Farshad Kholghi, dansk skuespiller
- Pegah Ferydoni, tysk skuespiller
- Marjaneh Bakhtiari, svensk forfatter
- Villo Sigurdsson, dansk politiker

## Ekstern henvisninger
- Wikimedia Commons har flere filer relateret til Teheran
- Teherans metro Arkiveret 30. november 2010 hos  Wayback Machine
- Teherans kommune
- Teheran Geografisk Information Center
- Teherans Islamiske Byråd Arkiveret 11. juni 2005 hos  Wayback Machine (på persisk)
- Teherans trafikkontrolcenter